# ماتيدلي جارثيا ديل ريال وألباريث ميخاريس
ماتيلدي غارسيا ديل ريال وإلڤاريس ميخارس (أوفييدو، 15 مارس 1856 – مدريد، 25 أبريل 1932) كانت تربية وكاتبة إسبانية. تأثرت دعوتها التربوية بصديقتها العائلية كونسبثيون أرينال، التي كانت تكن لها إعجابًا كبيرًا.
ابنة الشاعرة إميليا ألڤاريز ميخارس والكاتب تيموتيو غارسيا ديل ريال، وأخت الكاتب أيضًا لوسيامينو غارسيا ديل ريال، تأثرت في مسيرتها كمعلمة بالمؤسسة الحرة للتعليم (Institución Libre de Enseñanza)، وبشكل خاص بتأثير المحامية كونسبثيون أرينال، صديقة العائلة والمُعجبة بها جدًا. كما كانت عمة كارلوتا بوستييلو، السياسية الإسبانية.
في عمر الرابعة عشرة التحقت بمدرسة المعلمات وحصلت على شهادتها في 17 أكتوبر 1873؛ وبعدها في 18 نوفمبر 1874 نالت شهادة المعلمة العليا في المدرسة المركزية العادية، وفي العام التالي عُينت معلمة مساعدة في مدرسة بلدية بمدريد، حيث عملت في التعليم من 4 أغسطس 1875 حتى 29 يناير 1879. بعد ذلك طبقت المنهج التربوي لفريدريش فروبل في مدرسة للأطفال نموذجية في ذلك الوقت تُعرف باسم "رياض الأطفال" (Kindergarden)، والتي افتُتحت رسميًا في 19 يوليو 1879، وعملت هناك حتى عُينت مفتشة في عام 1891.
بحلول تلك الفترة كانت قد نشرت عدة كتب في تخصصها، وكانت توقع باسم ماتيلدي ديل ريال ميخارس، منها:
"الحيوانات العاملة. قراءات للأطفال عن الطبيعة" (1882)، والتي وصلت إلى تسع طبعات حتى عام 1929.
"ملخص لتاريخ إسبانيا" (1883)، الذي أُقرّ ككتاب دراسي في المدارس.
"مقالتان تربويتان. مربية الطفولة. الصفات والظروف التي يجب أن تتوفر. ملاحظات حول التربية الأخلاقية للطفل" (1884، الطبعة الثانية في 1885).

لكن أهم أعمالها كان دليلها "مدرسة البنات" (1890)، بمقدمة من يوجينيو ج. باربارين، وهو دليل لتدريب المعلمات من الناحيتين النظرية والعملية، متقدم جدًا على الكتب المماثلة في عصرها.
بموجب مرسوم ملكي في 23 يوليو 1891، عُينت مفتشة للمدارس العامة للبنات في مدريد، وشغلت المنصب لمدة 35 سنة حتى تقاعدها عام 1926. وعندما أُنشئ جهاز المفتشين في عام 1908، دخلت الرتبة الأولى وكانت المرأة الوحيدة في ذلك الوقت، إذ لم يتم تعيين أولى المفتشات الرسميات إلا بعد خمس سنوات.
في عام 1901 أسست أول مدرسة عامة للكبار في كواترو كامينوس (شارع الفنانين رقم 1)، والتي كانت النواة لكل المدارس المماثلة التي تلتها في إسبانيا. كما أسست أول مقاصف مدرسية بدعم من جمعية المساعدة المدرسية التي كانت من المؤسسين المشاركين فيها، وشغلت مناصب مثل أمينة الصندوق ورئيسة الجمعية، حيث كانت المقاصف تدعم فقط من التبرعات الخاصة وبعض المنح الحكومية، وبلغ عددها عام 1918 سبع مقاصف تُطعم أكثر من 800 طفل.
كما شاركت في تأسيس المركز الإيبيروأمريكي للثقافة الشعبية النسائية، ونظمت مدرسة الأمهات في عام 1906، حيث أدرّست عدة دورات في التربية وفنون الطهي، وجمعت خبراتها في كتاب "مطبخ الأم" (1908، طُبع مجددًا عام 1922) بمشاركة أخيها إدواردو، أستاذ طب الأطفال. وبعد تقاعدها نشرت "المطبخ الإسباني والمطبخ الغذائي" (1929) بمقدمة من غريغوريو مارانيون.
شاركت في عدة مؤتمرات وندوات تربوية، منها:
المؤتمر الإسباني البرتغالي الأمريكي عام 1892 بعنوان "دفاع عن المرأة المثقفة والعاملة".
جمعية أصدقاء التعليم في 1901 بعنوان "المدارس المهنية للإناث" و"المدارس العليا للإناث".
مؤتمر التعليم الابتدائي في برشلونة 1909-1910 بعنوان "الأعمال فوق المدرسية".
مؤتمر التعليم الأسري في بروكسل 1910 بعنوان "التربية والتعليم في مدارس البنات".
المؤتمر الوطني لطب الأطفال في سان سيباستيان 1923 بعنوان "مدارسنا لرياض الأطفال" ونشره في مدريد عام 1924.

سافرت إلى الخارج للتعرف على المؤسسات التربوية في دول أخرى، مدعومة من الدولة: فرنسا (1900)، إنجلترا (1908)، لاهاي (1912)، سويسرا (1922). كما كلّفتها لجنة توسيع الدراسات بتوجيه مجموعة من المفتشات والمعلمات لزيارة المدارس في فرنسا وبلجيكا عامي 1913 و1921، وكتبت عن هذه الرحلات في مقالات وتقارير مثل "التعليم الشعبي في إنجلترا" (1910) و"رحلات تربوية إلى الخارج" (1914).
شغلت منصب نائبة رئيس جمعية مفتشي التعليم الابتدائي ولجنة الصحة الشعبية، التي أسست عام 1911، والتي نظمت مستعمرات مدرسية وخدمات صحية للأطفال الضعفاء أو في حالات الخطر.
درّست في مدرسة المعلمات دروسًا في التربية وتنظيم المدارس في المساء، دون تقاضي أجر عنها. في مراحلها الأخيرة أظهرت اهتمامًا بالمواضيع المتعلقة بالطهي والاقتصاد المؤسسي، وكتبت عدة دراسات في هذا المجال. وترجمت بعض كتب التربية من الفرنسية.
نشرت مقالات في مجلات وصحف متنوعة منها: La Escuela Moderna، Luz، La Voz de la Mujer، El Magisterio Español، Unión Ibero-americana، Boletín de la Institución Libre de Enseñanza، El Oriente de Asturias، Revista General de Enseñanza، La Inspección de Primera Enseñanza، La Medicina Social Española، La Enseñanza، Boletín Escolar، وRevista de Pedagogía. جمع بعضها في كتاب "مقالات ومحاضرات" الصادر عام 1905.
الحيوانات العاملة. قراءات للأطفال عن الطبيعة (1882)، طُبعت تسع مرات حتى عام 1929. وقد أُعلنت كـ"كتاب دراسي" من قبل مجلس التعليم العام.
ملخص تاريخ إسبانيا (1883).
مقالتان تربويتان. مربية الطفولة. الصفات والظروف التي يجب أن تتوفر فيها. ملاحظات حول التربية الأخلاقية للطفل (1884، الطبعة الثانية 1885).
مدرسة البنات (1890). وهو العمل الذي جعلها مشهورة.
مقالات ومحاضرات (1905).
بالتعاون مع إدواردو غارسيا ديل ريال، مطبخ أم الأسرة (1908، وأعيد طبعه في 1922).
المطبخ الإسباني والمطبخ الغذائي (1929).
التعليم الشعبي في إنجلترا، تقرير نُشر عن طريق اللجنة الوطنية لتوسيع الدراسات في 1910.
رحلات تربوية إلى الخارج، تقرير نُشر في مدريد عبر نفس اللجنة في 1914.
مدارسنا لمرحلة الطفولة المبكرة، مدريد 1924.
الطبخ والتغذية
«مطبخ أم الأسرة»، مدريد 1908؛
«المطبخ الإسباني والمطبخ الغذائي». مقدمة الدكتور مارا نيُون. مدريد 1929.

الترجمات
بيير كيرجومار، التربية الأمومية في المدرسة. مدريد، 1906 (جزآن).
م. فلوري، جسد الطفل وروحه. مدريد، 1907 (الطبعة الثالثة 1929).
الفن في المدرسة. باريس: مكتبة لاروس (بدون تاريخ).